# Jungholz
Jungholz (tyskt uttal: [ˈjʊŋhɔlt͡s]) är en ort och kommun i förbundslandet Tyrolen i Österrike. Kommunen har 311 invånare (2024), på en yta av 7,06 km². Kommunen kan endast nås via Tyskland. Innan euro infördes så hade Jungholz D-mark och inte österrikisk schilling som valuta.
I Jungholz gäller de tyska reglerna för mervärdesskatt.